# Ashes Tour 1950/51
Die Ashes Tour 1950/51 war die Tour der englischen Cricket-Nationalmannschaft, die die 35. Austragung der Ashes beinhaltete, und wurde zwischen dem 1. Dezember 1950 und 28. Februar 1951 durchgeführt. Die Ashes Series  1950/51 selbst wurde in Form von fünf Testspielen zwischen Australien und England ausgetragen. Austragungsorte waren jeweils australische Stadien. Die Tour beinhaltete neben der Testserie eine Reihe weiterer Spiele zwischen den beiden Mannschaften im Winter 1950/51. England gewann die Serie 4–1.

## Vorgeschichte
Für beide Mannschaften war es die erste Tour der Saison.
Das letzte Aufeinandertreffen der beiden Mannschaften bei einer Tour fand in der Saison 1948 in England statt.

## Stadien
Die folgenden Stadien wurden für die Tour als Austragungsort vorgesehen.
| Stadion                  | Stadt     | Kapazität | Spiele       |
| ------------------------ | --------- | --------- | ------------ |
| Adelaide Oval            | Adelaide  | 53.583    | 4. Test      |
| The Gabba                | Brisbane  | 42.000    | 1. Test      |
| Melbourne Cricket Ground | Melbourne | 100.024   | 2. & 5. Test |
| Sydney Cricket Ground    | Sydney    | 48.000    | 3. Test      |

## Kaderlisten
Die Mannschaften benannten die folgenden Kader.
| Test | Test |
| Australien | England |
| --- | --- |
| - Ron Archer - Jim Burke - Neil Harvey - Lindsay Hassett - Graeme Hole - Jack Iverson - Ian Johnson - Bill Johnston - Ray Lindwall - Sam Loxton - Keith Miller - Jack Moroney - Arthur Morris - Don Tallon | - Rob Bailey - Alec Bedser - David Brown - Brian Close - Denis Compton - John Dewes - Godfrey Evans - Richard Hutton - Arthur McIntyre - Gilbert Parkhouse - David Sheppard - Reg Simpson - Roy Tattersall - John Warr - Cyril Washbrook - Doug Wright |

## Tour Matches
England bestritt 11 Tour Matches während der Tour.

## Tests

### Erster Test in Brisbane
| 1. – 5. Dezember Scorecard | Brisbane | Australien 228 (55.5) & 32-7d (13.4) | – | England 68 (22) & 122 (38) |
|                            |          | Australien gewinnt mit 70 Runs       |   |                            |

### Zweiter Test in Melbourne
| 22. – 27. Dezember Scorecard | Melbourne | Australien 194 (59.1) & 181 (53.3) | – | England 197 (62) & 150 (63.7) |
|                              |           | Australien gewinnt mit 28 Runs     |   |                               |

### Dritter Test in Sydney
| 5. – 9. Januar Scorecard | Sydney | England 290 (98.7) & 123 (52.4)                  | – | Australien 426 (129) |
|                          |        | Australien gewinnt mit einem innings und 13 Runs |   |                      |

### Vierter Test in Adelaide
| 2. – 8. Februar Scorecard | Adelaide | Australien 371 (96.5) & 403-8d (101.6) | – | England 272 (92.3) & 228 (78.3) |
|                           |          | Australien gewinnt mit 274 Runs        |   |                                 |

### Fünfter Test in Melbourne
| 23. – 28. Februar Scorecard | Melbourne | Australien 217 (69) & 197 (64.3) | – | England 320 (90.7) & 95-2 (29.6) |
|                             |           | England gewinnt mit 8 Wickets    |   |                                  |